# Offseason
Offseason és una pel·lícula de terror sobrenatural del 2021 escrita i dirigida per Mickey Keating. És protagonitzada per Jocelin Donahue, Joe Swanberg, Richard Brake i Melora Walters. La pel·lícula es va estrenar a South by South West el març de 2021 abans de l'estrena a les sales de RLJE Films l'11 de març de 2022.

## Argument
Després que la tomba de la seva mare sigui destruïda, Marie viatja a una illa desolada on és enterrada i es troba atrapada en un malson.

## Repartiment
- Jocelin Donahue com a Marie Aldrich
- Joe Swanberg com a George Darrow
- Richard Brake com a Bridge Man
- Melora Walters com Ava Aldrich
- Jeremy Gardner com El pescador
- April Linscott com a Miss Emily
- Jonathan Medina com el Sr. Clayton, Esq.
- Eliza Shin com a Sra. Gardner, Esq.
- Jess Varley com a Dona Jove
- Andrew Vilar com a jove
- Larry Fessenden com a H. Grierson
- Amanda Grace Benitez com a Anne
- Ken Luzadder com a vell
- Anthony Azar com a barman
- Andrew Varenhorst com a L'home del mar

## Producció
Mickey Keating va començar a treballar en la pel·lícula el 2018 després de llegir A Rose for Emily i The Summer People. El director es va posar en contacte amb el productor Eric B. Fleischman, així com amb Jocelin Donahue i Joe Swanberg per protagonitzar la pel·lícula. Donahue va treballar amb Keating per concretar encara més la història de fons del seu personatge. Richard Brake i Melora Walters es van presentar com a membres addicionals del repartiment el febrer de 2020.
La fotografia principal va tenir lloc a New Smyrna Beach i va concloure el febrer de 2020.

## Estrena
Offseason es va estrenar a South by Southwest el 17 de març de 2021. El mes següent, la pel·lícula va ser adquirida per RLJE Films. Offseason es va estrenar a través de vídeo a la carta i va rebre una sala limitada l'11 de març de 2022.
La pel·lícula es va estrenar en Blu-ray i DVD el 14 de juny de 2022.

## Recepció
A l'agregador de ressenyes Rotten Tomatoes, Offseason té una puntuació d'aprovació del 68% basada en 65 ressenyes, amb una puntuació mitjana de 6,1/10. El consens crític del lloc diu "Liderat per les bones actuacions de Jocelin Donahue i Melora Walters, Offseason és una sòlida història de terror sobrenatural que llança un encanteri furtiu." A Metacritic, la pel·lícula té una puntuació mitjana de 55 de 100, que indica "ressenyes mixtes o mitjanes".
Tomris Laffly def Variety va escriure que la pel·lícula "ofereix unes imatges i sons realment sorprenents que mantindran el públic de mitjanit alerta fins al final". Amy Nicholson de FilmWeek va qualificar la pel·lícula de "petita i de vegades forta" i recordava La Dimensió Desconeguda. Escrivint per a Bloody Disgusting, Trace Thurman va dir: "Offseason i la trama no té prou carn als ossos per justificar els seus escassos 80 minuts de durada." De Dread Central, Michelle Swope va escriure "algunes imatges realment esgarrifoses, i una actuació psicòtica de Richard Brake fan de Offseason una experiència fosca i inquietant."
Per a Slant Magazine, Steven Scaife va escriure "si no estàs construint alguna cosa nova a partir de peces conegudes, només estàs regurgitant idees antigues." Katie Rife de The A.V. Club va dir "mentre que el cineasta excel·leix en trucs cridaners de càmera i moments aïllats de terror, aquesta pel·lícula, com totes les seves altres, mai no s'enlaira." Nick Allen per RogerEbert.com va qualificar la pel·lícula d'"al·lucinantment poc original" i "frustrant".